# FK Železničar Pančevo
El FK Železničar Pančevo (en serbio: ФК Железничар Панчево) es un equipo de fútbol de Serbia que juega en la Superliga de Serbia, la primera división nacional.

## Historia
Fue fundado en el año 1947 en la ciudad de Pancevo en Vojvodina, siendo un equipo de categoría aficionada durante la existencia de Yugoslavia. En la temporada 2014/15 logra el ascenso a la Liga de Vojvodina por primera vez, donde se mantuvo las siguientes cinco temporadas.
En la temporada 2019/20 iba en primer lugar de la liga hasta que fue cancelada por la pandemia de COVID-19, pero le fue otorgado el ascenso a la Primera Liga Serbia. Tres años después es subcampeón de la segunda división y logra el ascenso a la Superliga de Serbia por primera vez en su historia.

## Palmarés
- Serbian League Vojvodina: 1

2019–20
- Banat Zone League: 1

2014–15